# Project English
Project English è il quinto album in studio del rapper statunitense Juvenile, pubblicato nel 2001.

## Tracce
1. Intro-Let's Roll (featuring Mikkey & Mannie Fresh) – 3:30
2. Set It Off – 4:17
3. H.B. HeadBusta – 4:16
4. 4 Minutes (featuring Hot Boys) – 4:32
5. My Life (featuring TQ) – 4:38
6. Get Your Hustle On (featuring Baby) – 4:39
7. Sunshine (featuring Big Tymers, B.G. & Lil Wayne) – 4:25
8. Be Gone (performed by Big Tymers) – 5:24
9. Mamma Got Ass – 4:29
10. They Lied (featuring Baby) – 4:55
11. White Girl (featuring Lil Wayne & Baby) – 4:40
12. In Ya Ass – 4:57
13. Set It Off (Radio Remix) (featuring Lil Wayne, Baby & Turk) – 4:14
14. In The Nolia – 4:25
15. What U Scared 4 (featuring Lil Wayne) – 4:04
16. Outro-Let's Go (featuring Baby, Big G, Lac, Steppa, Mike & Sikwitit) – 3:26